# Opération de récupération de cadavres suspendus dans le Mont Tanigawa
 (septembre 2014).
Si vous disposez d'ouvrages ou d'articles de référence ou si vous connaissez des sites web de qualité traitant du thème abordé ici, merci de compléter l'article en donnant les références utiles à sa vérifiabilité et en les liant à la section « Notes et références ».

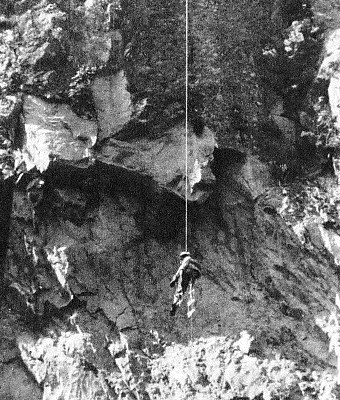
Le cadavre suspendu d'un des alpinistes.

L’opération de récupération de cadavres suspendus dans le mont Tanigawa s'est déroulée au Japon en 1960 dans la préfecture de Gunma, où se situe cette montagne qui culmine à 1 977 mètres d'altitude. Deux alpinistes sont morts après une chute mais sont maintenus suspendus dans le vide à leurs cordes, dans une zone si difficile d'accès que les autorités décidèrent finalement de faire appel aux Forces japonaises d'autodéfense pour qu'elles tirent à balles réelles sur les cordes afin de faire tomber les deux corps.

## Les faits
Le 19 septembre 1960, un message de détresse parvient au centre de secours du mont Tanigawa, pour un accident survenu dans la zone dite du « Rocher à pic » (衝立岩, Tsuitate iwa) et les secouristes partent immédiatement sur les lieux. Ils aperçoivent alors sur le versant du rocher, à environ 200 mètres de hauteur, deux alpinistes attachés à leurs cordes et suspendus dans le vide.
Ces deux alpinistes, deux jeunes hommes âgés de 20  et   23 ans, étaient arrivés à cette montagne le jour précédent et faisaient partie d'un club d'alpinisme de la région de Kanagawa. Les secouristes, après avoir observé les deux corps avec des jumelles, parvinrent à la conclusion que ces deux alpinistes étaient morts, après avoir vraisemblablement glissé du rocher.

## Récupération des corps
Cette zone est extrêmement dangereuse et ce pic alors n'a été gravi que par une seule expédition, l'année précédente, tant et si bien que les secouristes jugent le risque trop grand de se lancer à leur tour dans l'escalade du rocher pour couper la corde et ainsi récupérer les corps. 
Un premier stratagème fut élaboré, consistant à tenter de brûler la corde à l'aide d'une torche reliée à un long bâton de métal. Cependant, l'altitude étant trop élevée pour une telle opération, le projet fut considéré comme irréalisable et finalement abandonné.
Après un accord avec la famille des deux grimpeurs, il fut décidé de faire feu sur la corde pour la rompre.
Le 24 du même mois, alors que les familles des deux victimes assistaient d'en bas aux opérations, une équipe de tireurs d'élite de la force terrestre d'autodéfense japonaise fut transférée sur le site. Il y avait plusieurs centaines de mètres entre les tireurs et la cible. En l'espace de deux heures, les soldats tirèrent plus de 1 000 fois sur la cible, sans toutefois parvenir à couper la corde, tout cela sous l’œil des journalistes et des médias qui relayaient l'événement.
Après avoir visé plus haut sur le rocher, les tireurs réussirent finalement à rompre la corde, après avoir ce jour-là tiré à plus de 1 300 reprises dans la montagne.
Cette opération fut largement critiquée par le public et les médias japonais, ces derniers la considérant comme une des opérations de secours les plus « déplorables » de l'histoire de l'alpinisme au Japon.